# Banda Masem
Banda Masem is een bestuurslaag in het regentschap Lhokseumawe van de provincie Atjeh, Indonesië. Banda Masem telt 2709 inwoners (volkstelling 2010).